# Wesmaelius longipennis
Wesmaelius longipennis is een insect uit de familie van de bruine gaasvliegen (Hemerobiidae), die tot de orde netvleugeligen (Neuroptera) behoort. 
Wesmaelius longipennis is voor het eerst wetenschappelijk beschreven door Banks in 1920.